# Ворошиловский проспект
Вороши́ловский проспе́кт — один из центральных проспектов города Ростова-на-Дону.

## География
С севера проспект примыкает к площади Гагарина, своим южным концом выходит на Ворошиловский мост через реку Дон, переходя в Восточное шоссе, огибающее город Батайск и выходящее на автодорогу М4.
Нумерация домов Ворошиловского проспекта начинается с юга (от реки Дон и одноимённого автодорожного моста) на север (до площади Гагарина), правая сторона чётные номера, а левая соответственно нечётные.

## История
Проспект в 1927 году назван в честь Климента Ефремовича Ворошилова — советского военачальника, государственного и партийного деятеля.
Ранее назывался Большой проспект, а с 1912 года — Большой Столыпинский проспект, с 1927 по 1958 год — Ворошиловский проспект, с 1958 по 1970 год — проспект им. Карла Маркса (переименование произошло в соответствии в Указом Президиума Верховного Совета СССР от 17 сентября 1957 года "Об упорядочении дела присвоения имен государственных и общественных деятелей краям, областям, районам, а также городам и другим     населенным пунктам, предприятиям, колхозам,учреждениям и организациям"). В 1970 году проспект имени Карла Маркса был переименован в Ворошиловский проспект (в целях увековечивания памяти К.Е. Ворошилова, умершего в декабре 1969 года). В 1990-е годы, когда повсеместно проходили переименования улиц, была попытка переименовать Ворошиловский проспект в Большой проспект, однако, это название просуществовало недолго. По многочисленным пожеланиям горожан, проспекту возвращено название Ворошиловский.
В 1941—1942 годах на проспекте находился штаб Ростовского дивизионного района ПВО, в 1943 году переименованный в Ростовский корпусной район ПВО.

## Транспорт
Ворошиловский проспект — одна из главных транспортных артерий Ростова-на-Дону, здесь проходит множество автобусных и один троллейбусный маршрут.
Является одной из основных транспортных магистралей города, связывающих центр города через мост с левобережной частью и другими районами. От моста через реку Дон и до Красноармейской улицы проспект имеет восемь полос движения транспорта (по четыре в каждом направлении), а от Красноармейской улицы до площади имени Гагарина имеет шесть полос движения (по три в каждом направлении). На всём протяжении Ворошиловский проспект имеет выделенную полосу для движения общественного транспорта города — автобусов и троллейбусов. На пересечении с Большой Садовой улицей для пешеходов в 1979 году открыт подземный переход с выходами на каждую сторону проспекта и Большой Садовой улицы. Для автоматического регулирования движения транспорта Ворошиловский проспект имеет 10 светофорных объектов.

## Достопримечательности
- № 18/18 — Дом страхового общества «Россия» (1910-е)[6].
- № 20/17 — Дом М. В. Ширмана
- № 25/107 — доходный дом В. М. Котлярова[6].
- № 28, литер А — Доходный дом А. М. Гордона (конец XIX века)[6].
- № 29/83 — доходный дом П. Д. Мухина, в котором находились частные еврейские учебные заведения[6].
- № 33/93 — доходный дом С. И. Шендерова[6].
- № 59/18 — здание бани братьев Ф. М. и М. М. Дутиковых[6].
- № 105 — Городская больница № 1 им. Н. А. Семашко.

## Фотогалерея

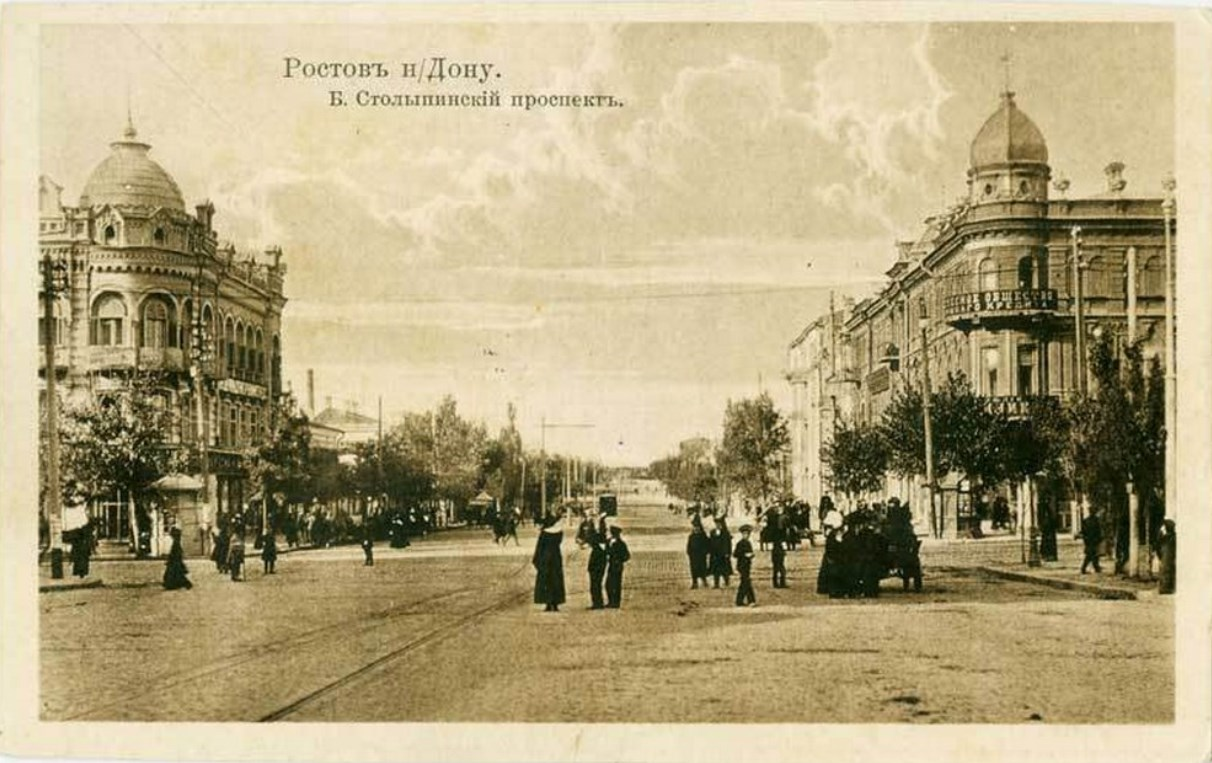
Большой Столыпинский проспект на дореволюционной открытке
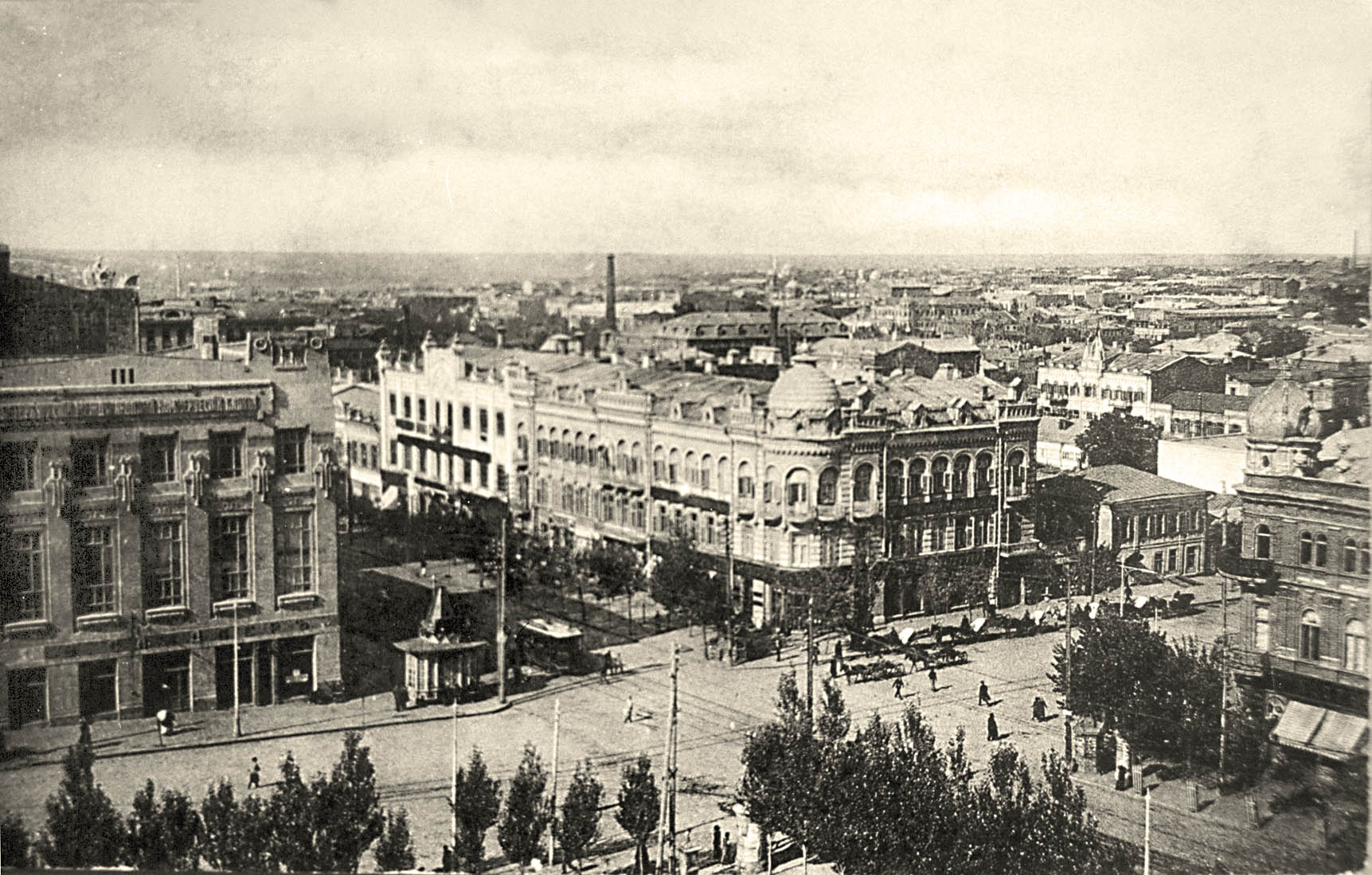
Перекрёсток Большого проспекта и Большой Садовой улицы в начале XX века
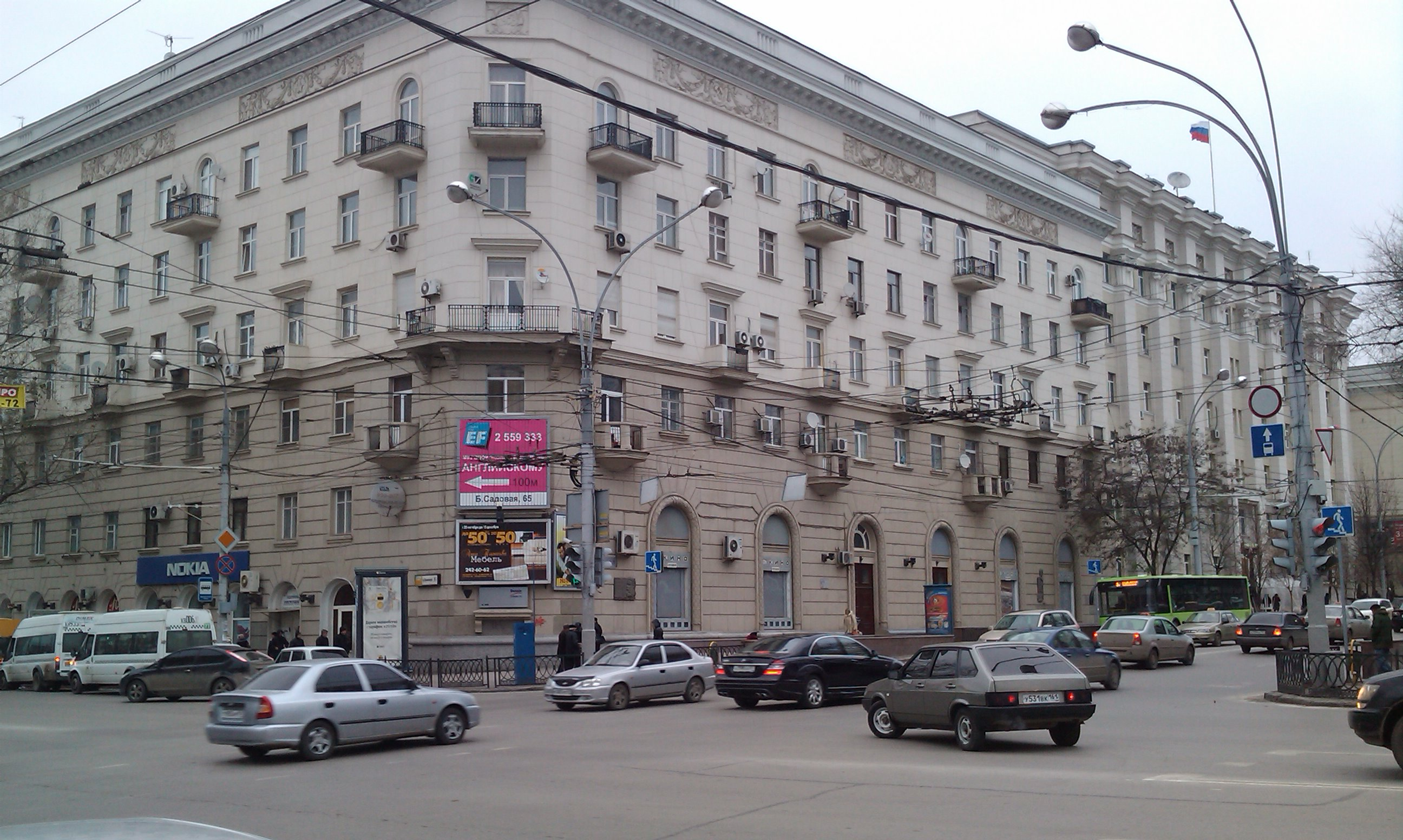
Перекрёсток Ворошиловского проспекта и Большой Садовой улицы в начале XXI века
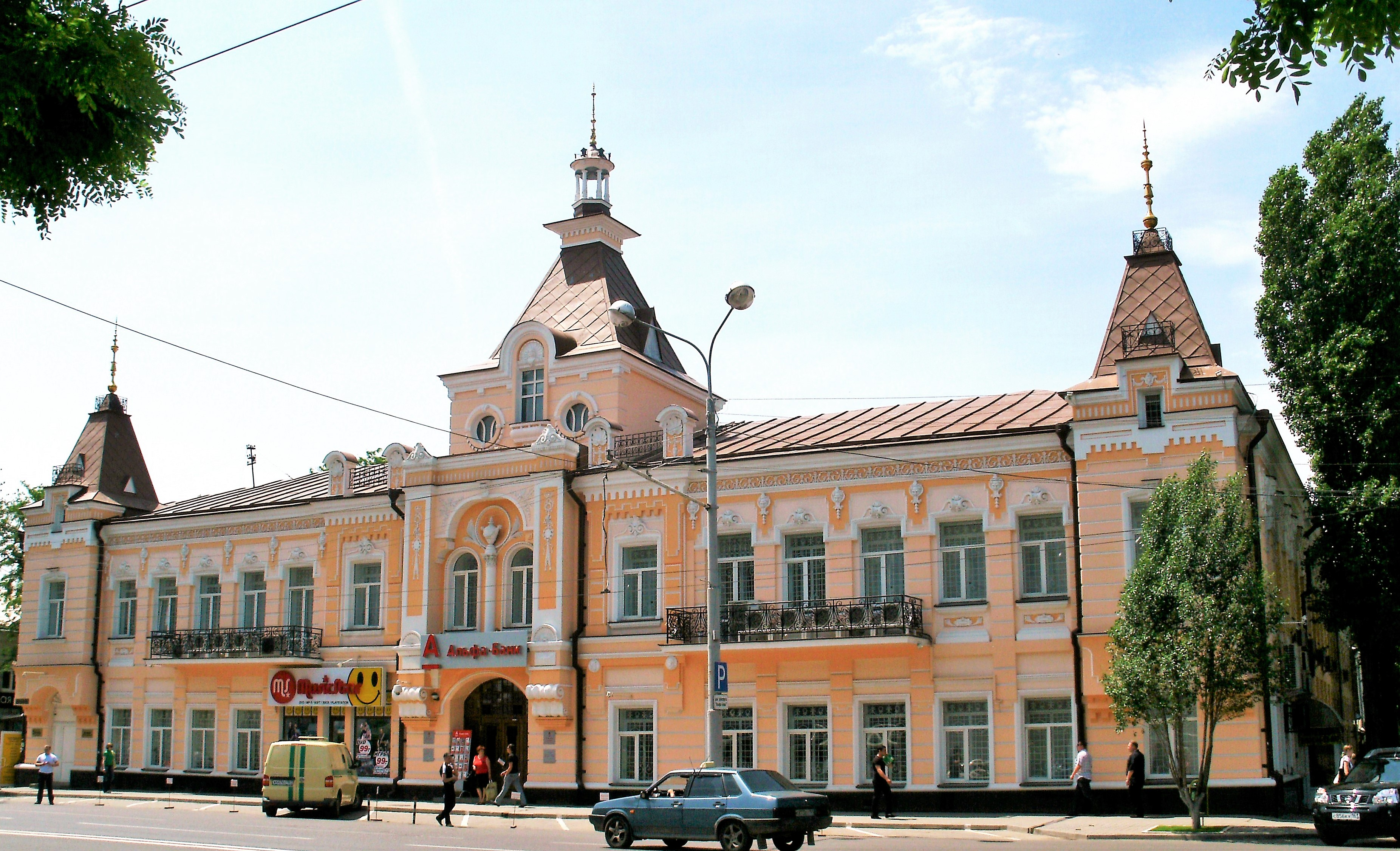
Доходный дом С. Шендерова
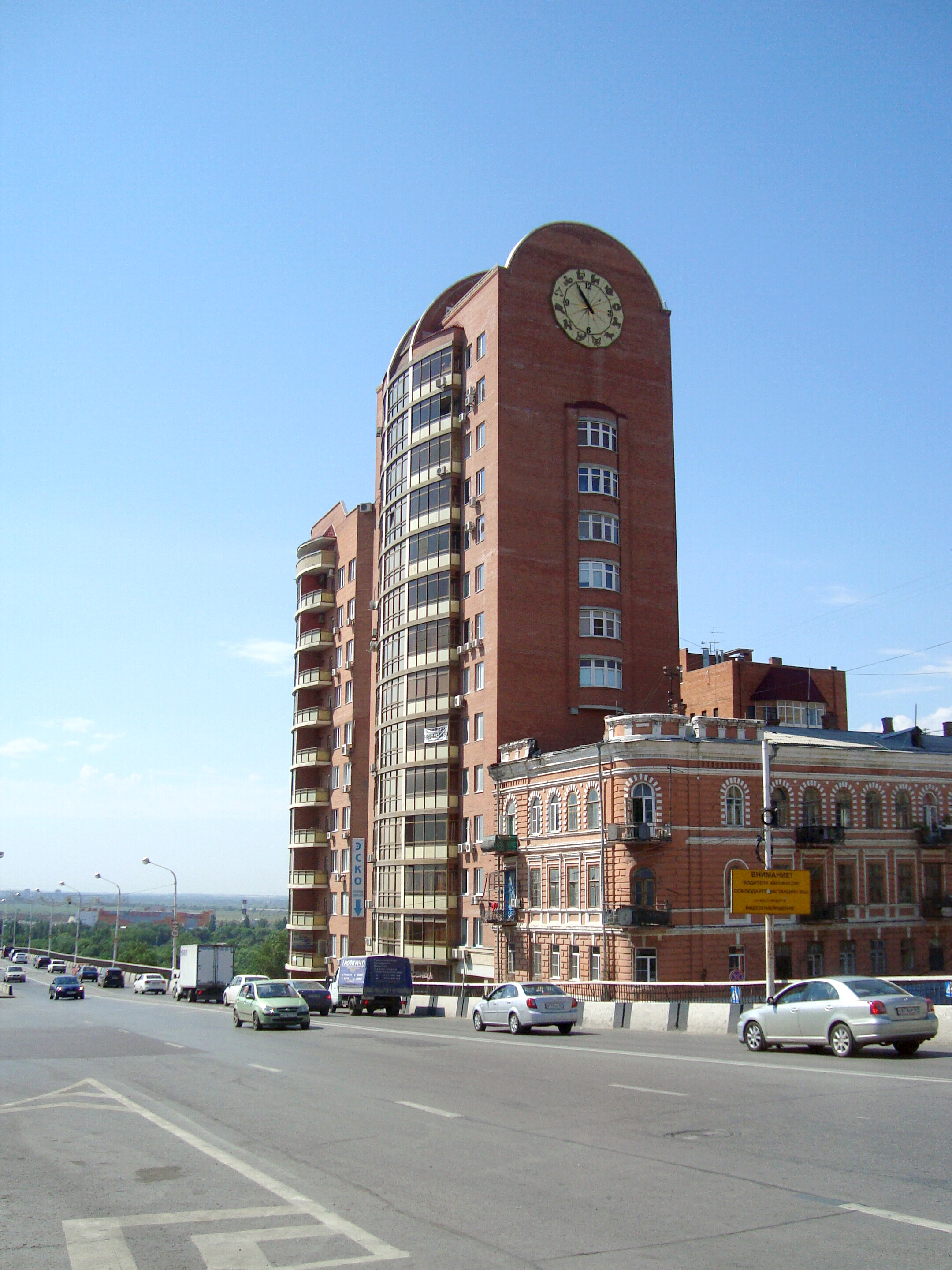
Здание на въезде в Ростов-на-Дону
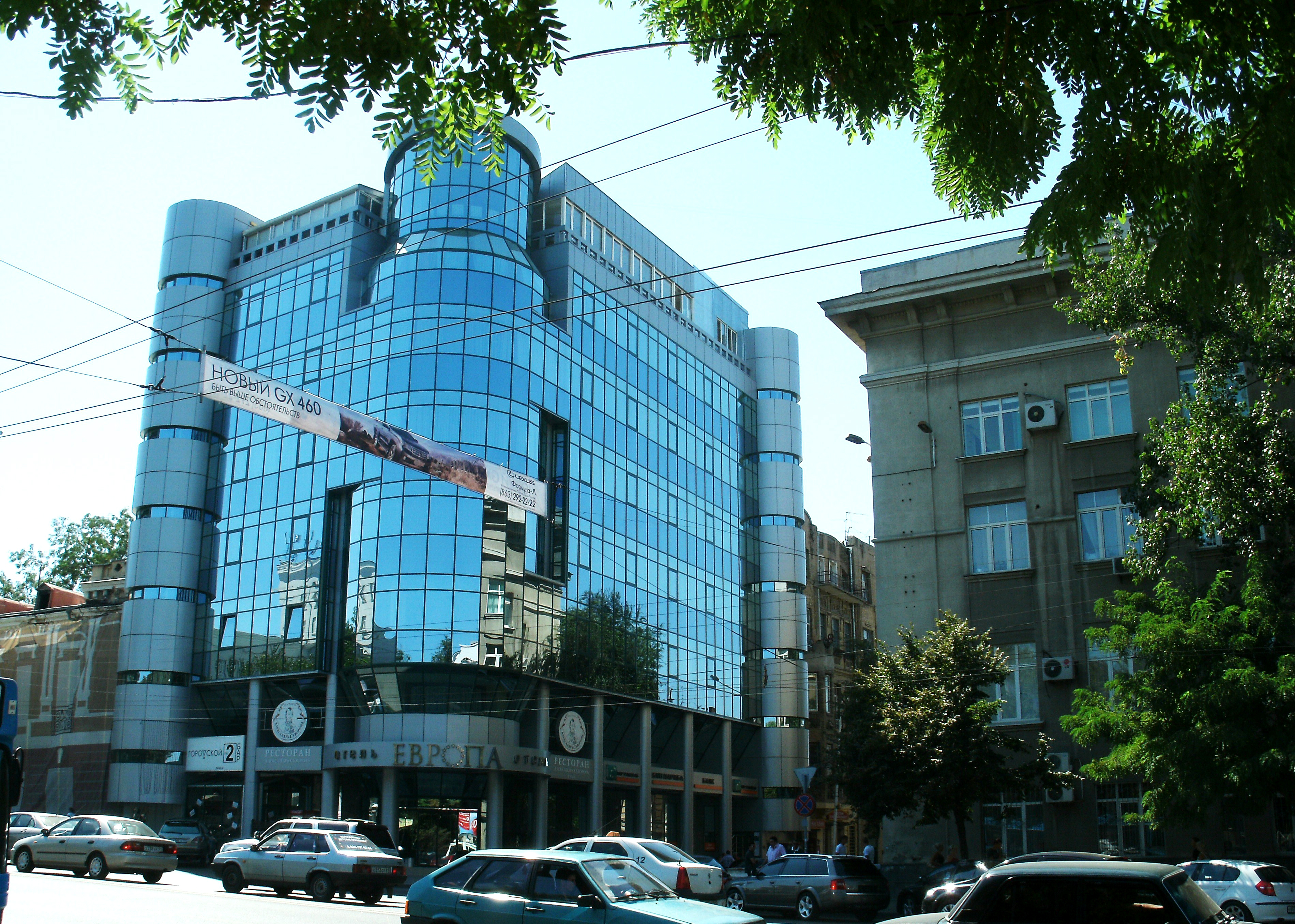
Отель «Европа»
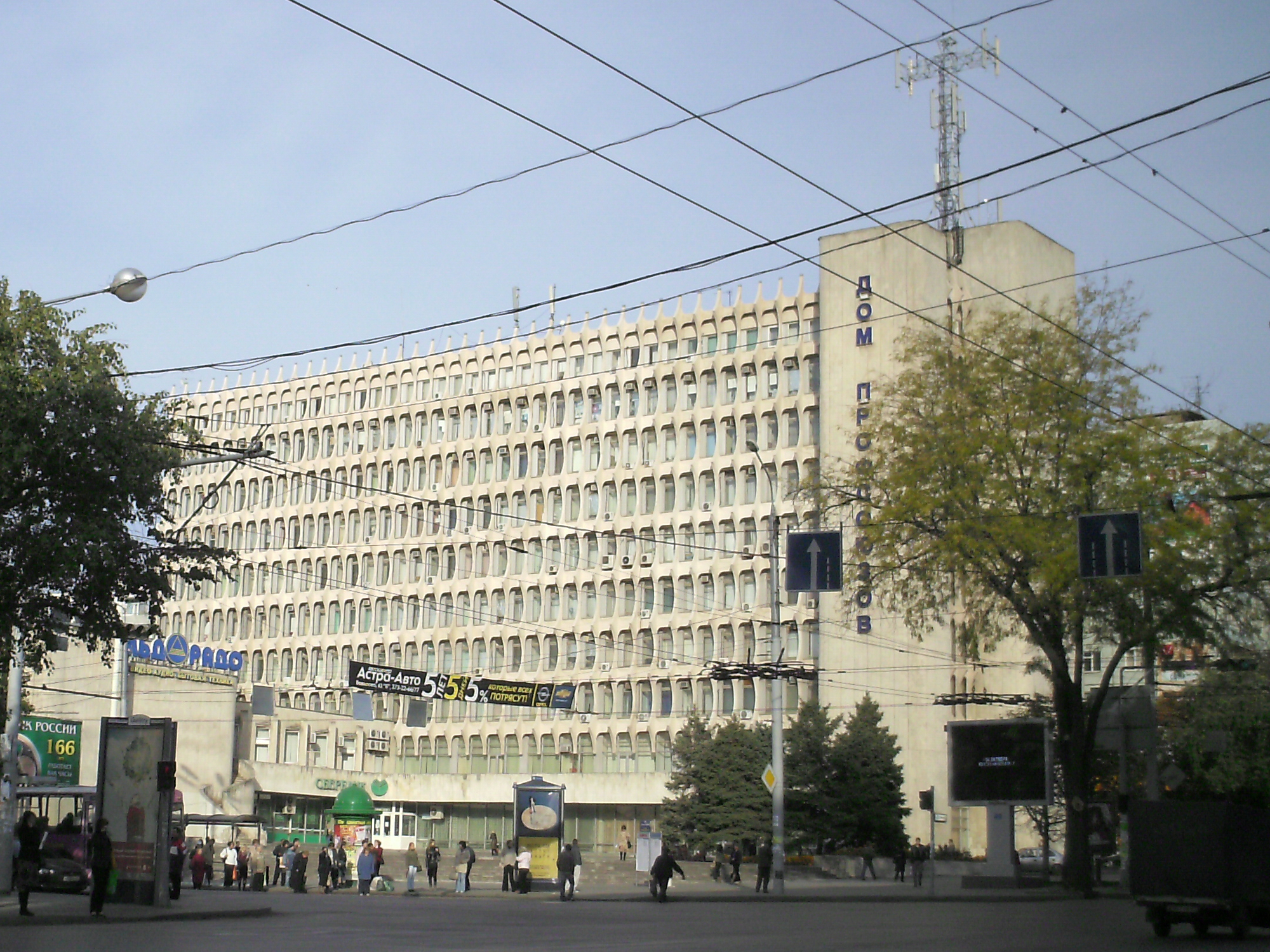
Дом профсоюзов
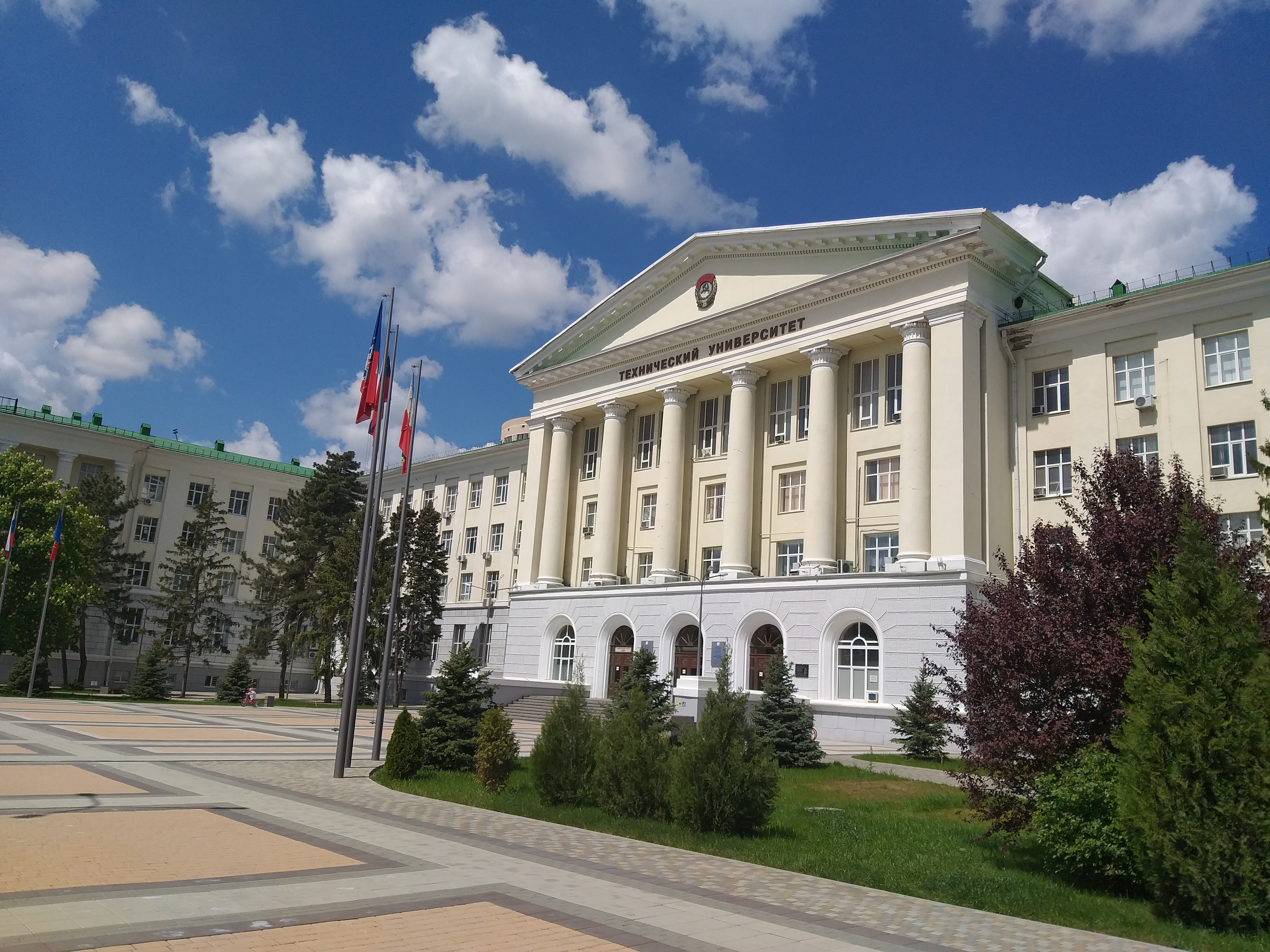
Донской государственный технический университет

Мемориальные доски
На здании бывшего штаба районов ПВО
На здании, где был создан первый в городе пионерский отряд